# Kajen (Talang)
Kajen is een bestuurslaag in het regentschap Tegal van de provincie Midden-Java, Indonesië. Kajen telt 4345 inwoners (volkstelling 2010).